# Liogma nodicornis
Liogma nodicornis är en tvåvingeart som först beskrevs av Osten Sacken 1865.  Liogma nodicornis ingår i släktet Liogma och familjen mellanharkrankar. Inga underarter finns listade i Catalogue of Life.